# 파티 애니멀즈
파티 애니멀즈(Party Animals)는 리크레이에트 게임즈(Recreate Games)가 개발하고 소스 테크놀로지(Source Technology)가 퍼블리싱한 멀티플레이어 물리 기반 싸움/파티 비디오 게임이다. 이 게임은 2023년 9월 20일 마이크로소프트 윈도우, 엑스박스 원, 엑스박스 시리즈 X/S용으로 출시되었다.

## 게임플레이
파티 애니멀즈는 플레이어가 강아지, 새끼 고양이, 오리, 토끼, 상어, 공룡, 심지어 유니콘을 포함한 다양한 동물로 플레이하는 물리 기반 경쟁 싸움 게임이다. 동물들은 서로 주먹질하고, 던지고, 점프하고, 차고, 박치기를 할 수 있다. 그들은 또한 다양한 무기를 집을 수 있다. 일정량의 피해를 입으면 플레이어는 일시적으로 기절된다. 대부분의 경우, 그들은 지도에서 쫓겨나거나 다양한 위험에 빠지지 않는 한 회복하고 전투에 복귀한다.
파티 애니멀즈는 3가지 모드와 20가지 지도를 제공한다. 게임 모드는 라스트 스탠드(Last Stand), 팀 스코어(Team Score), 아케이드 모드(Arcade mode)가 있다. Last Stand에서 플레이어는 다른 플레이어를 제거하면서 마지막 동물이 되려고 시도한다. 팀 점수는 8명의 플레이어를 4명으로 구성된 팀으로 나누고, 각 팀은 목표를 달성하기 위해 경쟁한다. 아케이드 모드에도 4명으로 구성된 2개의 팀이 있지만, 팀은 대신 최후의 저항처럼 다른 팀을 제거하려고 시도한다.

## 캐릭터
파티 애니멀즈에는 플레이어가 선택할 수 있는 기본 캐릭터 풀이 19개 있다. 게임 속 코기 캐릭터인 니모가 마스코트다. 고릴라의 경우 "바비"(Barbie), 돼지의 경우 "베이컨"(Bacon)과 같은 많은 동물 이름은 대비와 어두운 유머를 게임에 통합한다.

## 개발
파티 애니멀즈는 스마티산(Smartisan)의 전 디자인 디렉터인 루어지슝(Luo Zixiong)이 설립한 게임 스튜디오인 리크리에이트 게임즈(Recreate Games)에서 개발했다. 이 게임은 2019년 9월 트위터에서 처음 공개되었다. 게임의 공개 데모는 2020년 6월과 10월에 짧은 기간 동안 대중에게 공개되었다. 개발자들은 2020년 7월 1일 보도 자료에서 게임이 향후 콘솔로 출시될 것이라고 밝혔다.
2022년 5월 25일, 개발자는 "게임은 아직 개발 중이며 목표 출시 날짜는 2022년 이내일 것으로 예상되며 품질 및 규정 준수 승인으로 인해 지연될 수 있습니다"라는 업데이트를 발표했다.
2023년 6월 8일 섬머 게임 페스트(Summer Game Fest) 동안 개발자는 게임 출시일을 9월 20일로 발표했다.

## 평가
파티 애니멀즈는 리뷰 애그리게이터인 메타크리틱에 나열된 16개의 리뷰를 기반으로 비평가들로부터 "일반적으로 호의적인" 리뷰를 받았다. 비평가들은 게임플레이와 비주얼에 대해 호의적인 글을 썼다. 스팀에서 출시 당시 사용자 리뷰어들은 게임 내 스킨 가격을 공격적으로 책정하는 수익 창출 메커니즘과 게임 설명과 모순되는 오프라인 모드 부족으로 인해 "대부분 부정적"이었다. 개발자들은 잘못된 번역으로 인해 게임에 대한 잘못된 설명이 발생했다고 응답했다.
2020년 스팀게임 페스티벌: 가을 에디션 동안 이 게임의 플레이 테스트는 최대 동시 플레이어 수 135,834명에 도달하여 스팀에서 네 번째로 가장 많이 플레이된 게임이 되었다. 트위치에서 많은 수의 시청자를 확보했으며 113,000명이 넘는 시청자가 게임 플레이 스트림을 시청했다.